# MU-1滑翔機
Midwest MU-1是一款由雅瑟．舒爾茨（英語：Arthur B. Schultz）研製的上單翼支柱的滑翔機

## 發展
舒爾茨在第二次世界大戰前設計出MU-1，由美國陸軍航空兵團用於滑翔機訓練，並命名為Midwest TG-18。
MU-1採用焊接鋼管機身和木框機翼，全部覆蓋有摻雜的飛機織物覆蓋物。機翼採用NACA 4412翼型，起落架則是固定的單輪。
該飛機於1944年10月13日獲得型式認證，根據紀錄中西滑翔機公司大概製造了6架MU-1，也可能由伊利諾州芝加哥的無動力飛行研究所製造。
1983年翱翔雜誌報道稱，仍有兩架MU-1存世，但到2015年10月，美國聯邦航空總署的登記中只剩下一架。

## 型號
MU-1
標準型號
MU-1 long-wing
具有較長翼展、相似機翼面積的雙錐形機翼的版本。該模型可能只是一個提案，因為完整的範例尚未得到確認
Schultz ABC
由MU-1發展而成，ABC具有更大的翼展和更高的滑翔比。該機贏得1937年的伊東設計大賽
TG-18MU-1的軍用版本

## 外部連結
- NACA 4412 airfoil